# 새뮤얼 웨스트
새뮤얼 알렉산더 조지프 웨스트(Samuel Alexander Joseph West, 1966년 6월 19일~)는 잉글랜드의 배우이다.

## 출연 작품

### 영화
- 반 헬싱 - 빅터 프랑켄슈타인 박사 역
- 아이히만 쇼 - 나레이터 역(목소리)
- 다키스트 아워 - 앤서니 이든 경 역
- 체실 비치에서 - 제프리 역
- 젠틀맨 - 로드 프레스필드 역
- 게이트 크래시 - 경찰 역

### 드라마
- 조나단 스트레인지와 마법사 노렐 - 윌터 폴 역(영국 BBC One)